# Saint-Sulpice-sur-Lèze
Saint-Sulpice-sur-Lèze (em occitano:  Sent Somplesi) é uma comuna francesa na região administrativa da Occitânia, no departamento do Alto Garona. Estende-se por uma área de 13.91 km², com 2.356 habitantes, segundo o censo de 2018, com uma densidade de 170 hab/km².